# Дженні Рід
Дженні Рід  (англ. Jennie Reed, 20 квітня 1978) — американська велогонщиця, олімпійська медалістка.

## Виступи на Олімпіадах
| Олімпіада   | Дисципліна                                 | Місце |
| ----------- | ------------------------------------------ | ----- |
| Афіни 2004  | спринт                                     | 10    |
| Пекін 2008  | спринт                                     | 7     |
| Лондон 2012 | Командна гонка переслідування, 3000 метрів | 2     |

## Зовнішні посилання
- Досьє на sport.references.com [Архівовано 21 грудня 2016 у Wayback Machine.]